# Вайксельбраун, Мирьям
Мирьям Вайксельбраун (нем. Mirjam Weichselbraun; род. 1981) — австрийская телеведущая и актриса.
Наиболее известна за пределами Австрии как ведущая конкурса песни Евровидение  в 2015 году.

## Биография
Родилась 27 сентября 1981 года в Инсбруке.
В медиаиндустрии начала работать в 1998 году в редакции австрийской региональной радиостанции Antenne Tirol. Первую известность она получила на выборах Girl 2000 журналом BRAVO. Затем, после работы в региональной телекомпании Tirol TV и краткосрочной работы в культурной программе Das Magazin, она перешла в 2001 году в недавно созданную телестанцию VIVA Plus, где в течение восьми месяцев принимала участие в программе Cologne Day. После этого Мирьям переехала в Мюнхен на MTV Germany, а затем в Берлин, где она была лицом программ Select MTV (до января 2005 года) и TRL (до апреля 2007 года).
Одновременно в этот период времени работала на ZDF в телешоу «Wetten, dass..?» (с 2003 года) и на ORF в шоу «Expedition Österreich» (с 2004 года) и в шоу «Dancing Stars». За участие в последнем шоу была удостоена австрийской телепремии Romy.
В 2006 году Мирьям Вайксельбраун была ведущей в Германии в «Dancing on Ice» на RTL, а также работала в «Life Ball» (2007), «Kiddy Contest» (2007 и 2008). В 2010 году она участвовала в трёх передачах серии «Die Hit-Giganten» на Sat.1.
В дополнение к своей работе телеведущей, Вейксельбраун озвучивала роль для аудио-драмы Яна Дриеса «Letzte Tage, jetzt». С 2007 года начала сниматься в художественных и телевизионных фильмах, а также принимать участие в мюзиклах. С сентября 2012 по март 2014 года она была помощницей Шоу Харальда Шмидта на Sky Deutschland. Затем продолжала работать телеведущей и сниматься в кино.
В 2015 году она была участницей (гостем) кулинарного шоу «Grill den Henssler» на телеканале VOX.
Мирьям Вайксельбраун была удостоена ряда премий, включая Тиролец года в 2015 году.
В 2021 году Мирьям выступила ведущей второго сезона музыкального вокального телешоу «Маска», заменив на этой должности Арабеллу Клесбауэр.

### Личная жизнь

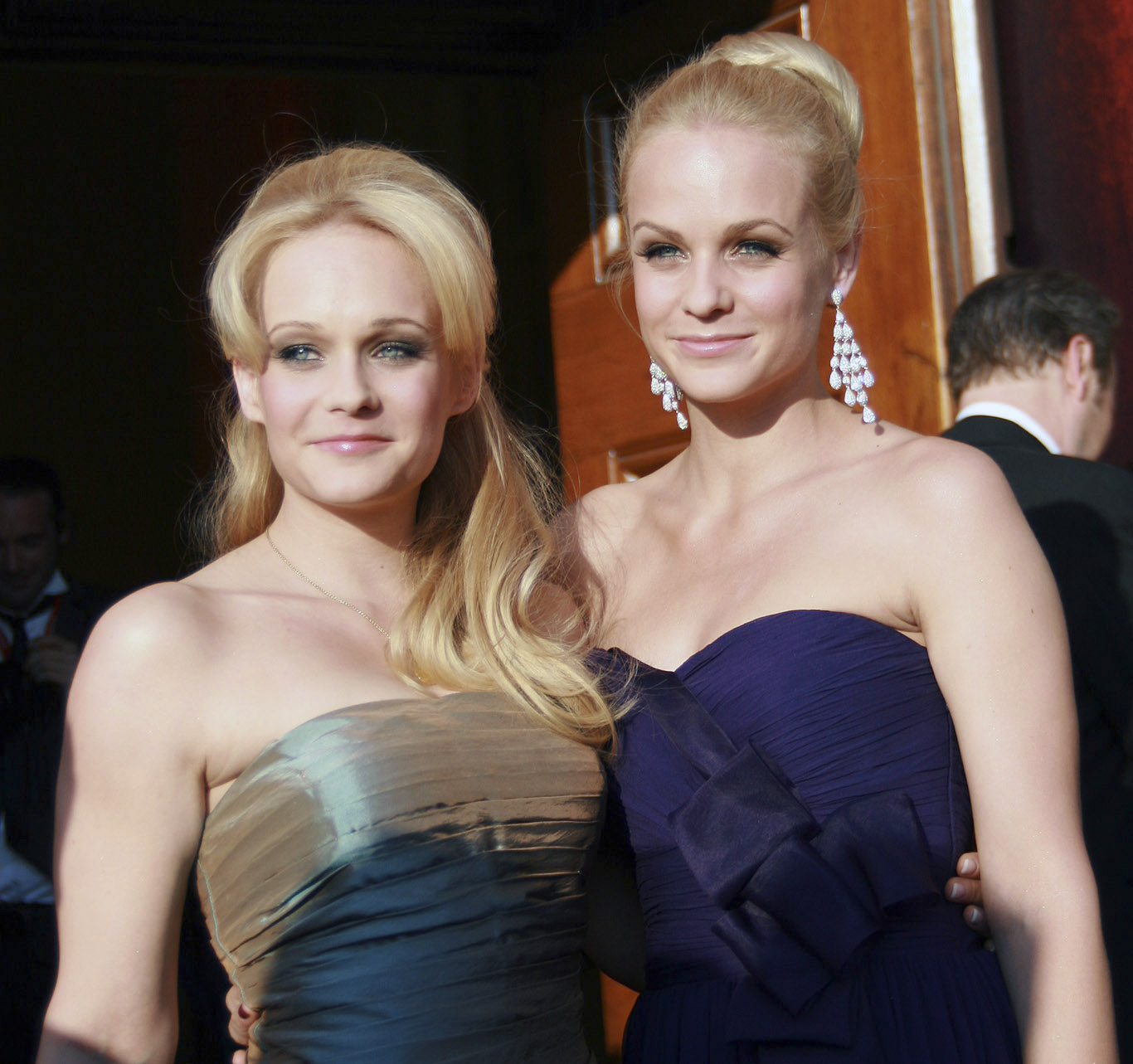
Мелани Биндер и Мирьям Вайксельбраун на ROMY 2009

У Мирьям есть сестра-близнец Мелани, они взяли разные фамилии: Мирьям — фамилию матери Вайксельбраун, Мелани — фамилию отца Биндер.
После двухлетних отношений Мирьям рассталась с музыкантом Марке (Marcus Nigsch). У неё также были отношения с телеведущим Sat.1-Frühstücksfernsehen Яном Ханом, но через четыре года они расстались.
С 2013 года Мирьям Вайксельбраун поддерживает отношения с Бен Моусоном (Ben Mawson), менеджером американской певицы Ланы Дель Рей, от которого родилась 28 сентября 2013 года дочь. Живут они в Ислингтоне, Лондон. В настоящее время пара ждёт второго ребёнка.